# Mittagsplatzl
Mittagsplatzl je hora v německé části Šumavy. Nachází se ve spolkové zemi Bavorsko, 5 kilometrů jihozápadně od Bayerisch Eisenstein (Bavorské Železné Rudy) a 2 km jižně od vrcholu Velkého Javoru, nejvyšší hory celé Šumavy.

## Přístup
Na vrchol Mittagsplatzlu nevede žádná značená cesta. Nejjednodušší přístup je z Velkého Javoru po neznačené hřebenové cestě. Druhou možností je výstup od ledovcového Velkého Javorského jezera po neznačené cestě vedoucí strmou jezerní stěnou do sedla s Velkým Javorem a dále po hřebenové cestě až na vrchol.

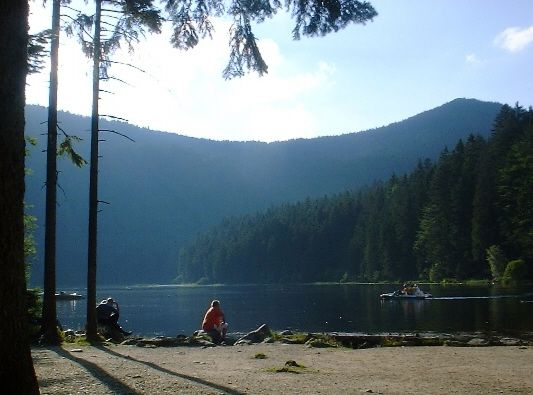
Velké Javorské jezero

## Okolí
- Velké Javorské jezero – 1 km severovýchodně od vrcholu, pod impozantní 350 m vysokou jezerní stěnou (Arberseewand)
- Velký Javor (1456 m) – 2 km severně, nejvyšší hora Šumavy, lyžařské středisko
- vodopády Rißlochfälle – 1750 m západo-jihozápadně, největší a nejvyšší vodopády celé Šumavy